# 7614 Масатомі
7614 Масатомі (7614 Masatomi) — астероїд головного поясу, відкритий 2 березня 1996 року.
Тіссеранів параметр щодо Юпітера — 3,547.